# 1977 na literatura

## Livros
José Saramago - Manual de Pintura e Caligrafia

## Nascimentos
| Data | Nome         | Profissão             | Nacionalidade | Observações | Ref |
| ---- | ------------ | --------------------- | ------------- | ----------- | --- |
| ?    | Andrei Netto | jornalista e escritor | Brasil        |             |     |

## Mortes
| Data           | Nome              | Profissão              | Nacionalidade                      | Observações | Ref |
| -------------- | ----------------- | ---------------------- | ---------------------------------- | ----------- | --- |
| 14 de Janeiro  | Anaïs Nin         | escritora              | França                             | n. 1903     |     |
| 11 de abril    | Jacques Prévert   | poeta e roteirista     | França                             | n. 1900     |     |
| 2 de Julho     | Vladimir Nabokov  | escritor               | Rússia                             | n. 1899     |     |
| 9 de Dezembro  | Clarice Lispector | jornalista e escritora | União Soviética (Ucrânia) / Brasil | n. 1920     |     |
| 18 de dezembro | Artur Maciel      | jornalista e escritor  | Portugal                           | n. 1900     |     |

## Prémios literários
- Nobel de Literatura - Vicente Aleixandre
- Prémio Hugo - Kate Wilhelm
- Prémio Machado de Assis - Raul Bopp